# Sorgente del Gorgazzo
(Giovanni Marinelli 1846-1900)
La sorgente del Gorgazzo (conosciuta anche con il nome dialettale di "el buso") è una grotta subacquea dove ha origine l'omonimo torrente, affluente del fiume Livenza. La sorgente valchiusana è situata nei pressi di Polcenigo (Pordenone). Il nome deriva dal friulano gorc che significa appunto abisso, con suffisso accrescitivo/dispregiativo -aç.
La grotta è costituita da una risorgiva, una delle più profonde mai esplorate al mondo e la seconda sorgente carsica a sifone più profonda in Europa dopo la Fonte di Valchiusa in Provenza, in Francia.
Nei pressi dell'imboccatura della cavità, a 9 metri di profondità, è stata posta la statua di un Cristo, che grazie alla eccezionale limpidezza delle acque e del fondo è perfettamente visibile all'esterno dalla riva nelle giornate soleggiate. Le acque del Gorgazzo sgorgano ad una temperatura di 10,8 °C con una portata di 10 m³/s e hanno una durezza di 11,5.

## Esplorazione
A causa del verificarsi di 9 incidenti mortali, la sorgente è rimasta interdetta alle immersioni per 19 anni (dal 1995 al 2014), salvo deroghe eccezionali. Dal 2014, i sommozzatori più esperti possono immergersi, mentre il servizio di soccorso è garantito fino alla quota di -42 metri.
Nel 2008 lo speleonauta Luigi Casati raggiunse la profondità di -212 metri.. Al 2016 il Gorgazzo è sorgente italiana esplorata più in profondità. Il 5 settembre 2019 lo speleosub polacco Krzysztof Starnawski ha raggiunto la profondità di -222 metri, limite finora imbattuto a causa della pericolosità e delle forti correnti interne, realizzando per la prima volta anche una mappa 3D della cavità.

## Nell'arte

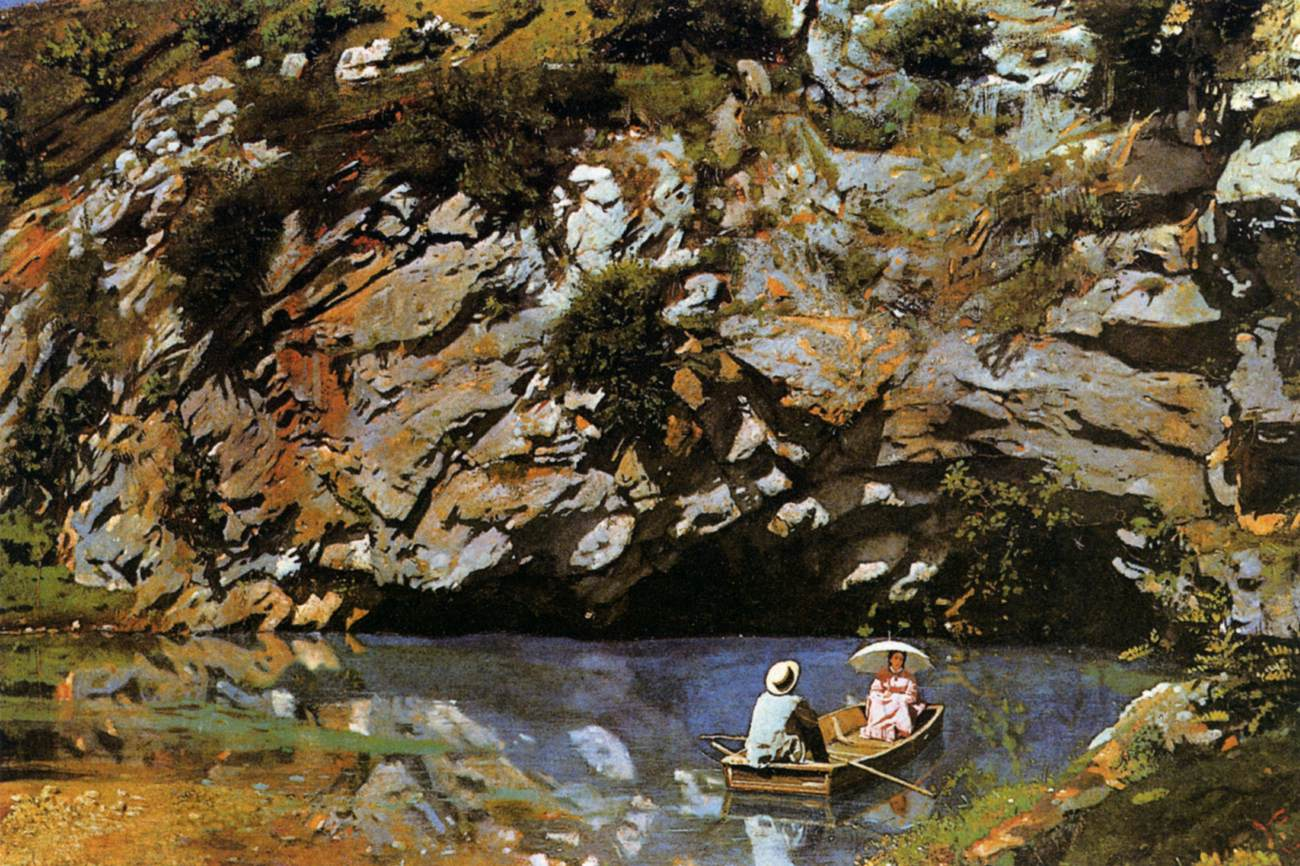
Le sorgenti del Gorgazzo, olio su tela di Luigi Nono (1872)

Le sorgenti del Gorgazzo sono un importante geosito del Friuli e i suoi colori straordinari ed unici hanno ispirato numerosi artisti, tra cui Luigi Nono, che nel 1872 dipinse "Le sorgenti del Gorgazzo", uno dei suoi quadri più famosi, con cui l'anno successivo partecipò all'esposizione triennale dell'Accademia di Brera. L'opera venne poi acquistata dal veneziano Michelangelo Guggenheim.
Nel 1877 il geografo Giovanni Marinelli compose un sonetto, ricordato in una lapide posto nei pressi del laghetto, in cui descriveva lo specchio d'acqua del Gorgazzo come un "cielo liquido".
Il piccolo bacino è conosciuto anche come "delizia e tormento di molti pittori", per la variabilità dei colori a seconda dei cambi di luce.

## Galleria d'immagini

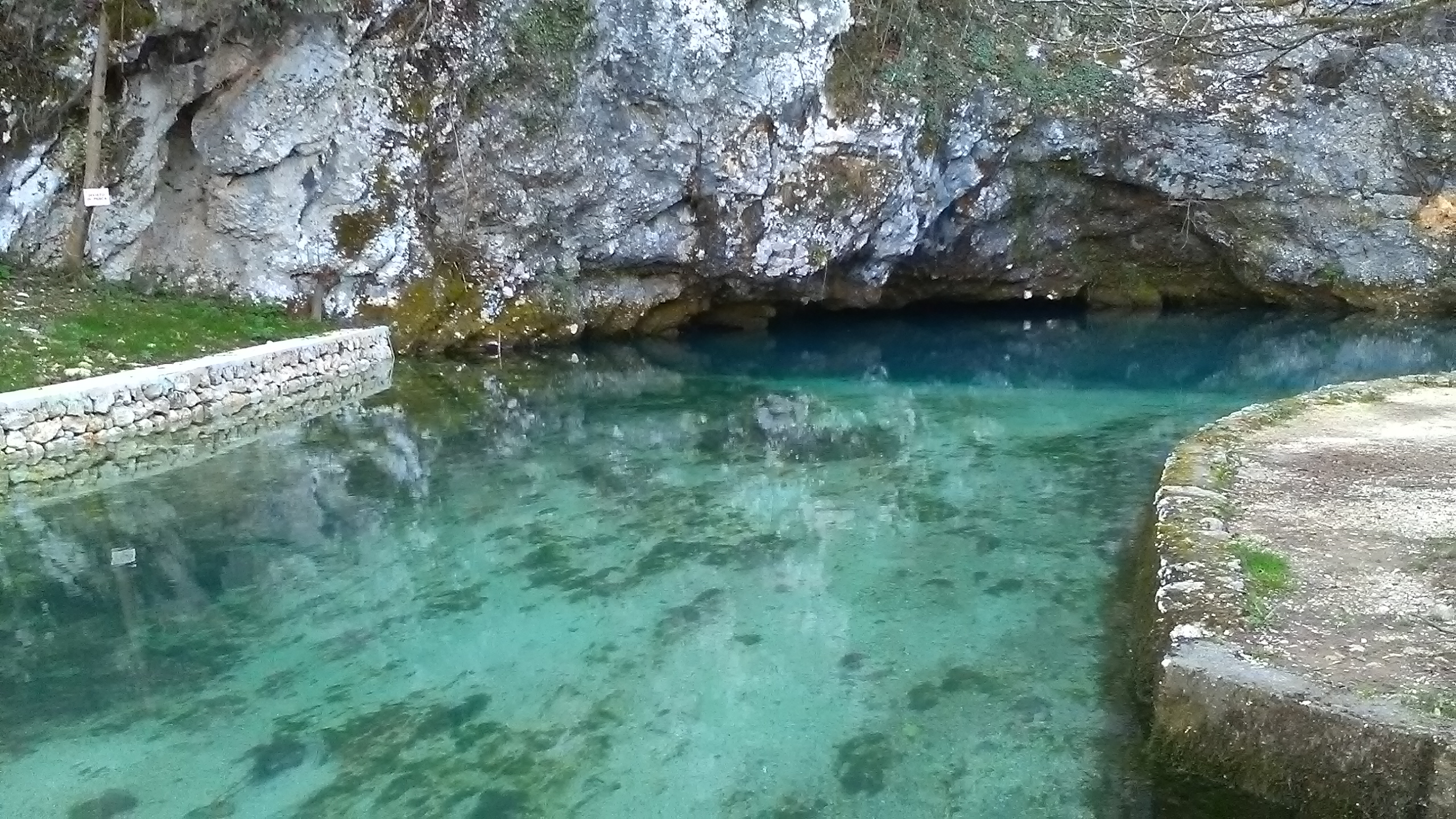
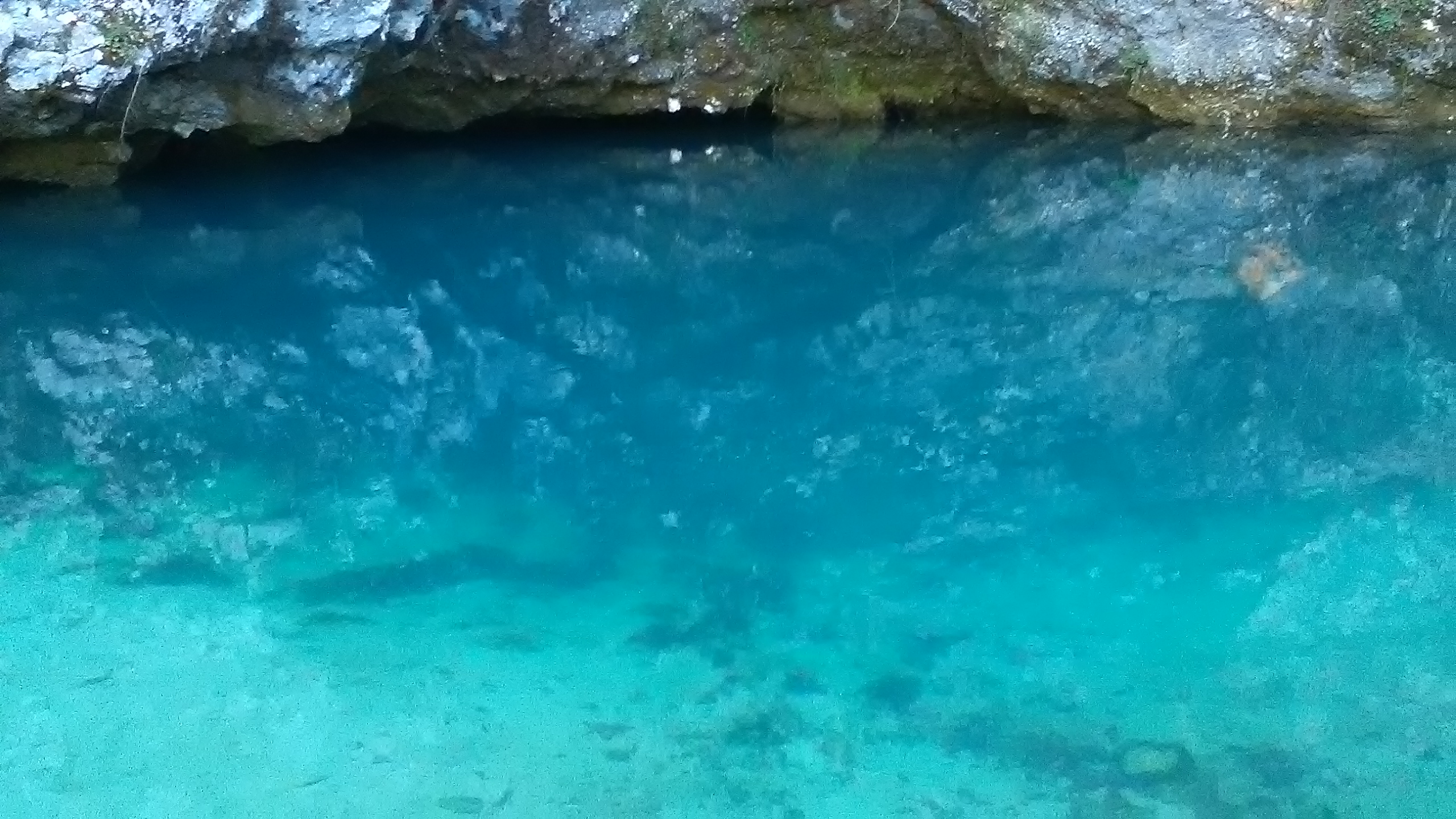
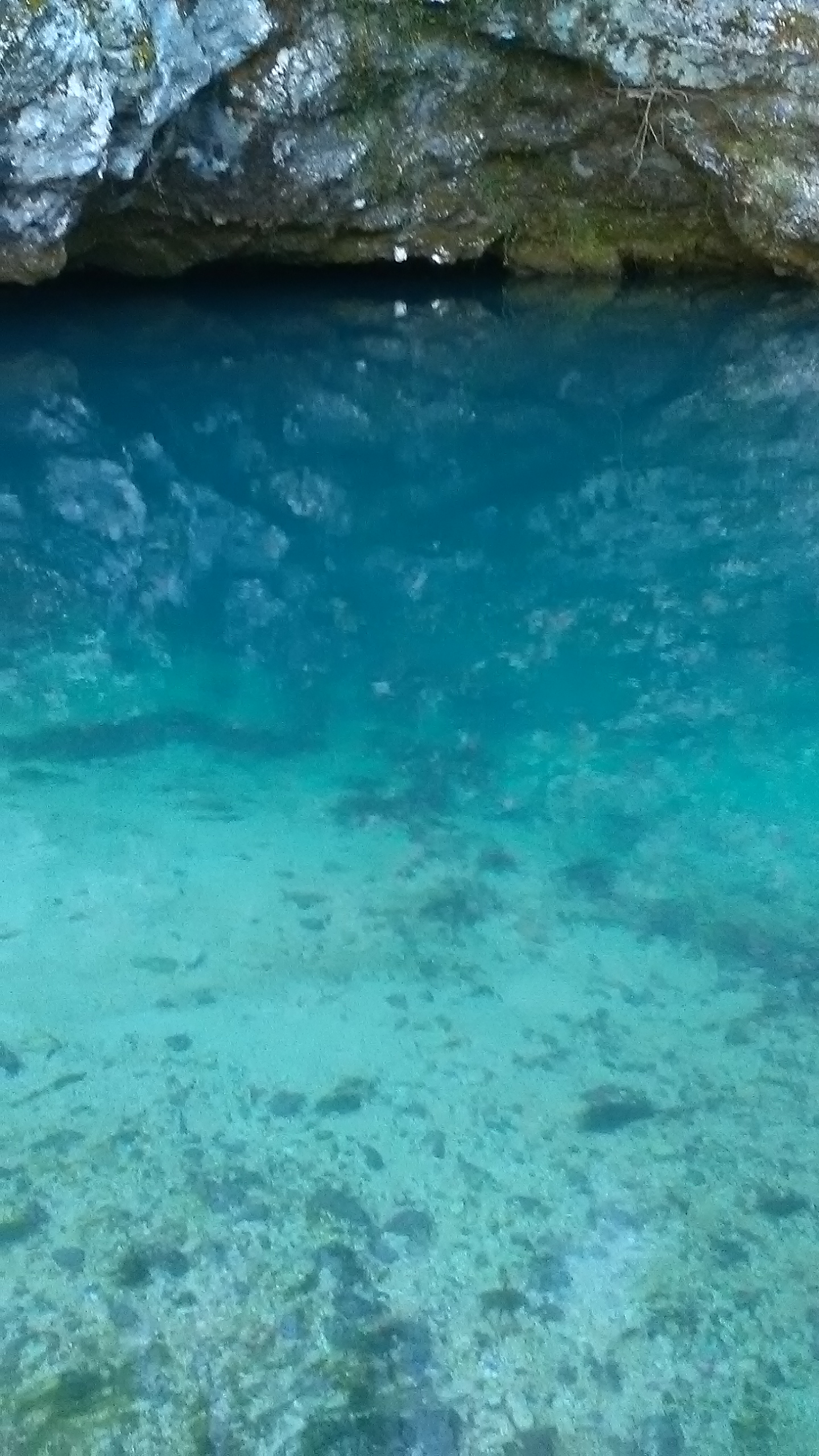
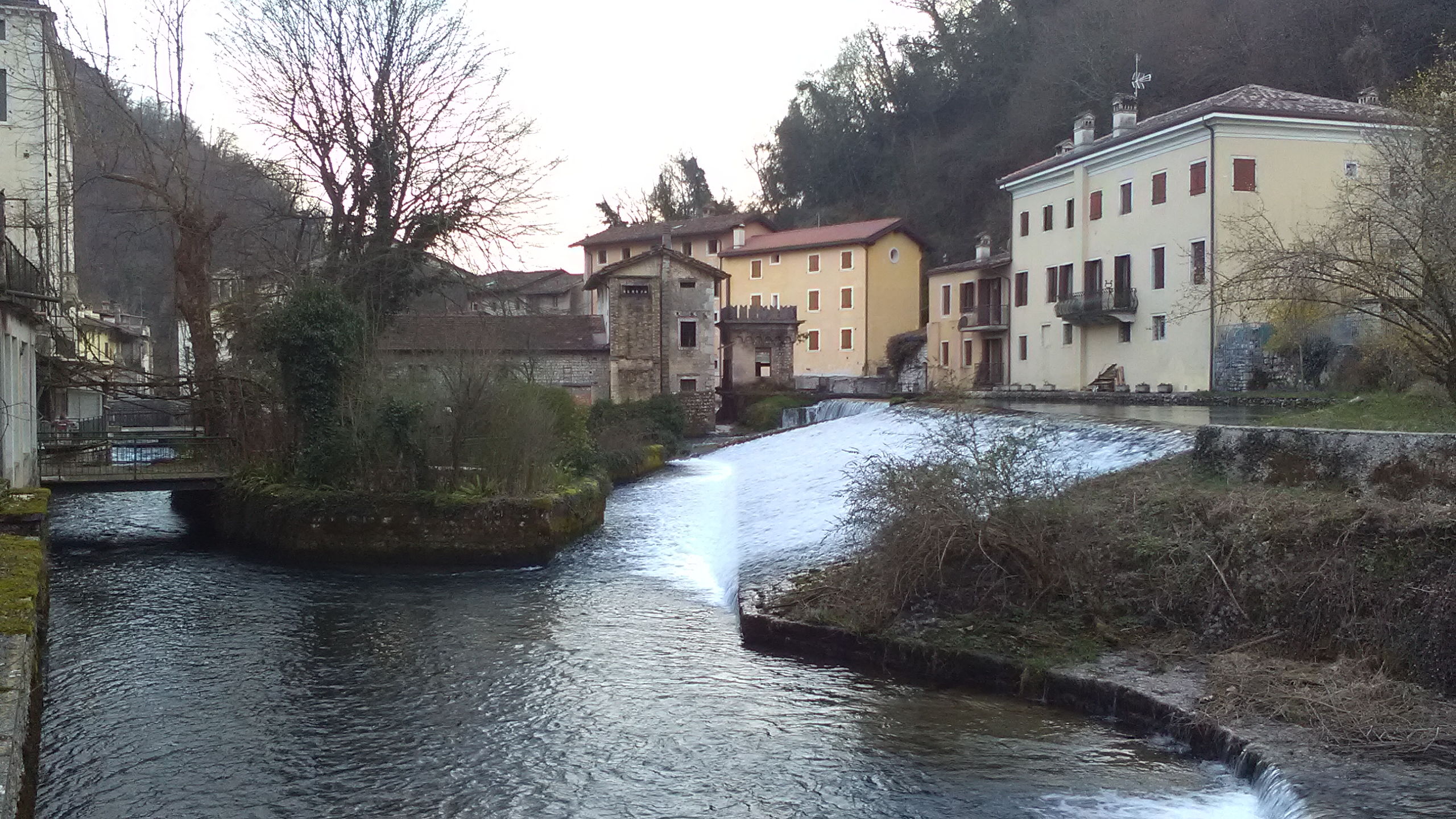
Cascate del Gorgazzo a Polcenigo